# Conny Waves With A Shell
Conny Waves With A Shell is het debuutalbum van de voormalige Nederlandse alternatieve rockband De Artsen. Het album werd als lp uitgebracht in 1989 op het label Why Are There People Like Frank?. De productie was in handen van Edwin Heath en De Artsen, en het album werd in vijf dagen opgenomen in de Tremp Studio in Beetgum.
Het door de pers bejubelde debuut bevat invloeden van onder anderen Neil Young, The Feelies en The Fall in melodieuze, sterk repetitieve nummers. Een jaar nadat het album verscheen, werd de band plots opgeheven. In 1993 werd het album ook op cd uitgebracht op het label Brinkman Records.

## Nummers
1. Horrid Kitchen
2. Farmers Attempt
3. 10 Grains
4. Miss Understood
5. Dogs
6. Down The Road
7. She's In Love
8. Conny Waves With A Shell
9. Hey Joe (Daniel Johnston)

## Personeel

### Bezetting
- Joost Visser (zang, gitaar)
- Peter Visser (gitaar)
- Herman Bunskoeke (bas)
- Reinier Veldman (drums)

### Productie
- Edwin Heath (producer)
- Maarten de Boer (mastering)